# アウルス・センプロニウス・アトラティヌス (紀元前444年の執政武官)
アウルス・センプロニウス・アトラティヌス（ラテン語: Aulus Sempronius Atratinus、生没年不詳）は共和政ローマの政治家・軍人。紀元前444年に執政武官を務めた。

## 経歴
紀元前444年、アトラティヌスは共和政ローマ初の執政武官として選出された。同僚はルキウス・アティリウス・ルスクス、ティトゥス・クロエリウス・シクルスで全員パトリキであった。
彼らが治める間、国内外共に安定していたというが、就任3ヶ月めにして、昨年の執政武官選挙の際、管理者であった当時の執政官ガイウス・クルティウス・ピロの鳥卜に不備があったことが発覚し、選挙は無効とされ全員辞任した。その後アルデアから、紀元前446年 (フススとバルバトゥスIIIIの年) にローマが不当に奪った土地を返還するならば和平に応じると使者があった。元老院は国民による決定は覆せないが、しばらく猶予をもらえれば必ず埋め合わせはすると返答した。この時、ローマには高位政務官は不在であったという。
その後インテルレクスが立てられ、この年の残りの任期を務めるのは補充執政官か執政武官か、パトリキとプレブスで駆け引きが行われたが、結局執政官が選出された。この時選ばれたルキウス・センプロニウスは、アトラティヌスの兄弟であるという。